# Silvaplana
Silvaplana (toponimo italiano e tedesco; in romancio Silvaplauna ) è un comune svizzero di 1 121 abitanti del Canton Grigioni, nella regione Maloja.

## Geografia fisica
Silvaplana è situato in Alta Engadina, sulla sponda sinistra dell'Inn, tra i laghi di Silvaplana e di Champfèr; dista 6 km da Sankt Moritz, 43 km da Chiavenna, 72 km da Coira e 118 km da Lugano. Il punto più elevato del comune è la cima del Piz Julier (3 380 m s.l.m.), sul confine con Sankt Moritz; il passo del Giulio (2 284 m s.l.m.) è situato sul confine con Surses.

## Monumenti e luoghi d'interesse
- Chiesa riformata, attestata dal 1356 e ricostruita nel 1491[1];
- Chiesa cattolica, eretta nel 1962[1];
- Chiesa di San Rocco in località Champfèr, eretta nel 1521[2];
- Castello Crap da Sass in località Surlej, eretto nel 1906[3].

## Società

### Evoluzione demografica
L'evoluzione demografica è riportata nella seguente tabella:
Abitanti censiti

### Lingue e dialetti
La maggioranza della popolazione è di madrelingua tedesca (67% nel 2000); i romanci, scesi all'11% nel 2000, nel 2010 erano il 33% della popolazione. 
| Lingue a Silvaplana | Lingue a Silvaplana | Lingue a Silvaplana | Lingue a Silvaplana | Lingue a Silvaplana | Lingue a Silvaplana | Lingue a Silvaplana |
| ------------------- | ------------------- | ------------------- | ------------------- | ------------------- | ------------------- | ------------------- |
| Lingue              | Censimento 1980     | Censimento 1980     | Censimento 1990     | Censimento 1990     | Censimento 2000     | Censimento 2000     |
| Lingue              | Abitanti            | Percentuale         | Abitanti            | Percentuale         | Abitanti            | Percentuale         |
| tedesco             | 346                 | 43,80%              | 434                 | 60,28%              | 602                 | 66%                 |
| Romancio            | 207                 | 26,20%              | 141                 | 19,58%              | 97                  | 11%                 |
| italiano            | 138                 | 17,47%              | 127                 | 17,64%              | 145                 | 15,88%              |
| Totale              | 691                 |                     | 702                 |                     | 844                 |                     |

## Geografia antropica

### Frazioni
Le frazioni di Silvaplana sono:
- Albana

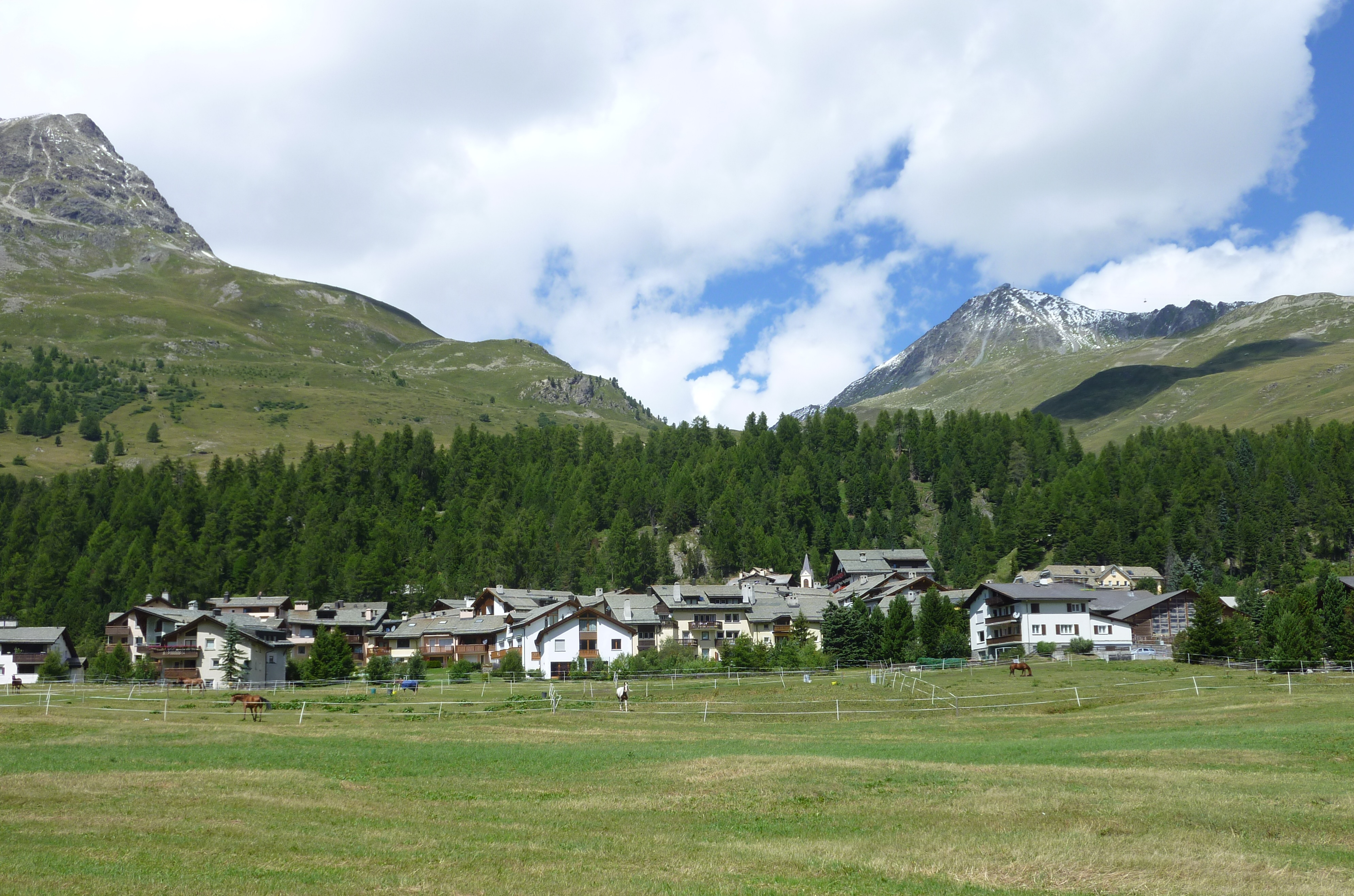
Champfèr

- Champfèr, in parte ricadente nel comune di Sankt Moritz[2]
- Surlej[3]

## Economia
Silvaplana è una località turistica sia estiva, sviluppatasi a partire dal XIX secolo (escursionismo, sport nautici), sia invernale, sviluppatasi a partire dal 1963 (stazione sciistica di Corvatsch).

## Infrastrutture e trasporti
La stazione ferroviaria più vicina è quella di Sankt Moritz, gestita dalla Ferrovia Retica.

## Sport
Stazione sciistica, ha ospitato alcune tappe della Coppa del Mondo di freestyle e gare di sci di fondo; sul lago di Silvaplana si praticano vela, kitesurf e windsurf (ha ospitato alcune tappe della Coppa del Mondo di windsurf).